# Стадион Реџеп Реџепи
Стадион Реџеп Реџепи (енгл. Stadiumi Rexhep Rexhepi) вишенаменски је стадион у Глоговцу. Домаћи је терен ФК Фероникели 74. Добио је назив по Реџепу Реџепију, члану терористичке Ослободилачке војске Косова (ОВК) ког су убиле српске снаге 12. фебруара 1999. године.